# Wilson Campos
Wilson de Queirós Campos (Brejo da Madre de Deus, 24 de fevereiro de 1924 – Recife, 5 de junho de 2001) foi um comerciante, economista e político brasileiro.
Foi senador e deputado federal por Pernambuco, estado do qual seu filho Carlos Wilson foi governador (1990-1991). O CT do Clube Náutico Capibaribe leva o seu nome: Centro de Treinamento Wilson Campos.

## Biografia
Nascido em Brejo da Madre de Deus, no interior de pernambuco, filho de Sebastião Florentino Campos e Petronila de Queirós Campos.
Assinou a filiação à UDN em 1945 e graduou-se em Economia em 1950 pela Universidade Católica de Pernambuco. Entre os anos de 1961 e 1962 acumulou as presidências da Federação do Comércio de Pernambuco e do Serviço Social do Comércio do Estado de Pernambuco chegando à presidência da Associação Comercial de Pernambuco (1964-1970) e à vice-presidência da Confederação Nacional do Comércio (1966-1971).
Filiado à ARENA foi eleito senador em 1970, mas teve o seu mandato abreviado em 1º de julho de 1975 quando o presidente Ernesto Geisel usou o Ato Institucional Número Cinco para cassá-lo em razão das acusações de corrupção que pesavam contra o parlamentar. Anistiado por lei promulgada pelo presidente João Figueiredo atribuiu sua cassação a uma série de pressões políticas vindas do governo a partir do próprio Geisel. A partir dos anos oitenta atuou em dobradinha com seu filho, Carlos Wilson, migrando sucessivamente para o PP e a seguir ao PMDB. Eleito deputado estadual em 1982 e deputado federal em 1986, 1990 e 1994, migrou para o PSDB em 1993. Ao falecer presidia o Náutico.
Wilson Campos era casado com Maria Tereza de Queiroz Campos, com ela teve quatro filhos: Wilson Jr.; George Wilson; Carlos Wilson, que foi deputado federal, vice-governador, governador de Pernambuco e senador da República; André Wilson, que é deputado estadual .